# محمدخان (خراسان جنوبی)
محمدخان یک منطقهٔ مسکونی در ایران است که در دهستان شوسف واقع شده‌است. محمدخان ۴۷ نفر جمعیت دارد.